# 6 Хеба
6 Хеба (енгл. 6 Hebe) је астероид главног астероидног појаса. Приближан пречник астероида је 185,18 km,
а средња удаљеност астероида од Сунца износи 2,424 астрономских јединица (АЈ).
Инклинација (нагиб) орбите у односу на раван еклиптике је 14,754 степени, а орбитални период износи 1378,989 дана (3,775 године). Ексцентрицитет орбите астероида износи 0,202.
Апсолутна магнитуда астероида износи 5,71 а геометријски албедо 0,267.
Астероид је откривен 1. јула 1847. године.